# Port des Champs-Élysées
Le port des Champs-Élysées est une voie située dans le quartier des Champs-Élysées du 8e arrondissement de Paris, en France.

## Origine du nom
Cette voie tient son nom de son voisinage avec les jardins des Champs-Élysées.

## Historique
Cette voie prend sa dénomination actuelle par un décret préfectoral du 18 juillet 1905.

## Bâtiments remarquables et lieux de mémoire
- En 1956, pendant le salon des arts ménagers, la partie du port dénommée alors quai Alexandre-III (proche du pont) accueille le prototype d'un pavillon Les Jours meilleurs de Jean Prouvé[2],[3].